# 黑兀鹫
黑兀鹫（学名：Sarcogyps calvus）为鹰科黑兀鹫属的鸟类。该物种的模式产地在印度本地治里。體長達85厘米，可重達3.7-5.4公斤，這種華麗的禿鷲曾有相當廣泛的分佈，包括整個亞洲的東南至中南部，一直延伸至巴基斯坦及新加坡。但今天此鳥的分佈已變得相當狹窄，主要分佈在尼泊爾及印度北部開闊的鄉間地方、耕地及半沙漠地區。在中国大陆，分布于云南等地，則多见于乡间的大树上。

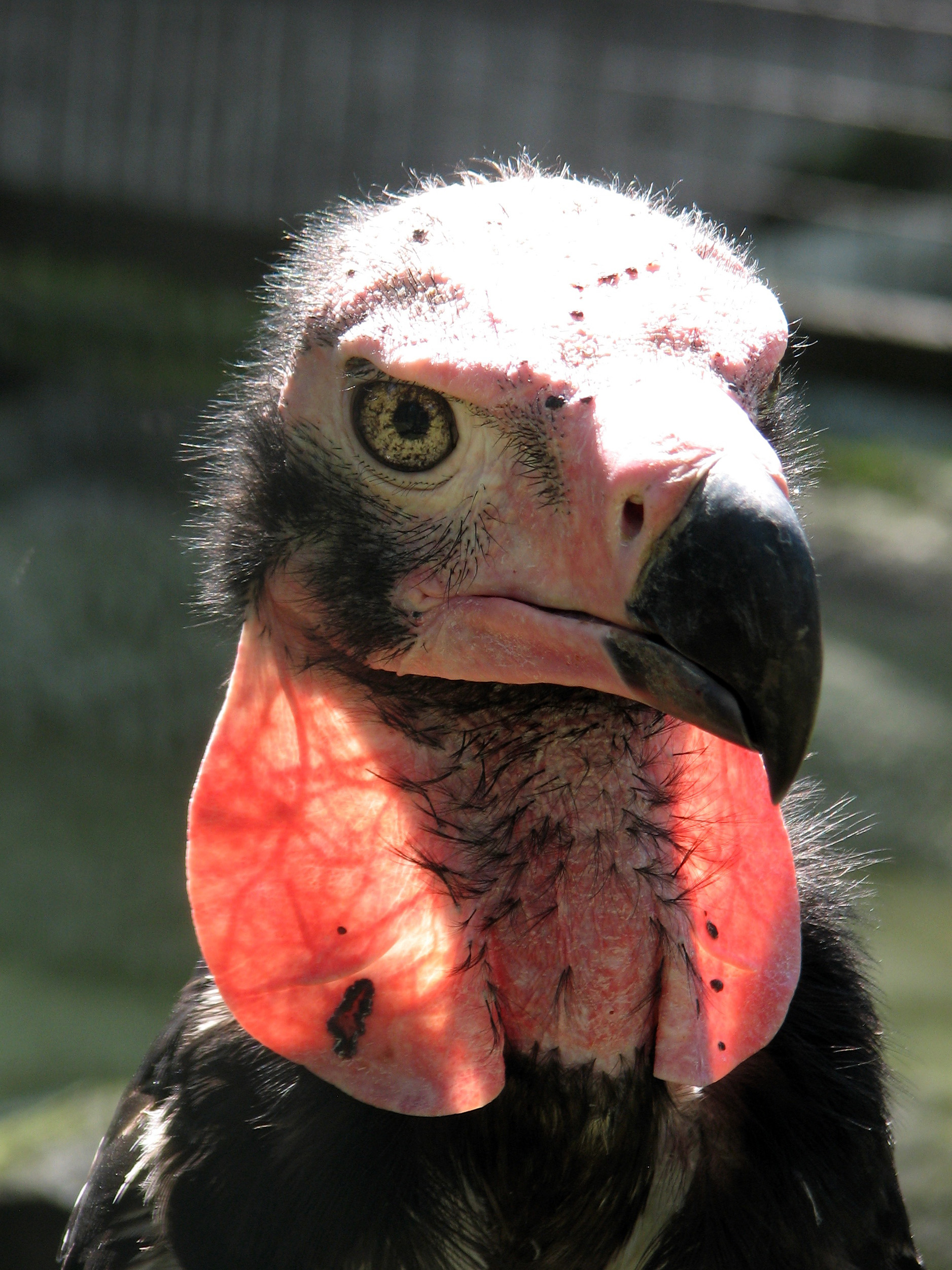
攝於柏林動物園的黑兀鹫

此鳥的數目一直在緩慢減少，於1994年在IUCN紅色名錄內由無危提升至近危。但導致此鳥數目急遽下降的主因，也是導致全球禿鷲數目急劇下降的主因，正是一種常用的非類固醇消炎止痛藥雙氯芬酸鈉。這種止痛藥對禿鷲的毒性極強，由於獸醫廣泛使用此藥，不少動物屍體體內均有高濃度的雙氯芬酸鈉，令以腐肉為生的禿鷲常出現中毒現象。此現象已導致禿鷲的數目近乎崩塌。自1990年起這種曾經分佈極為廣泛，數量極多的禿鷲以每年減半的速率減少。此鳥於2007年被IUCN紅色名錄評核後確認為極危物種。

## 保护
- 中国国家重点保护动物等级：二级

## 外部連結
- Vulture Territory Facts and Characteristics: Pondicherry Vulture（页面存档备份，存于）
- BirdLife Species Factsheet.（页面存档备份，存于）